# Schauerstein
Schauerstein war ein Gemeindeteil von Griffenwang im ehemaligen Landkreis Parsberg und ist im Truppenübungsplatz Hohenfels zur Wüstung geworden.

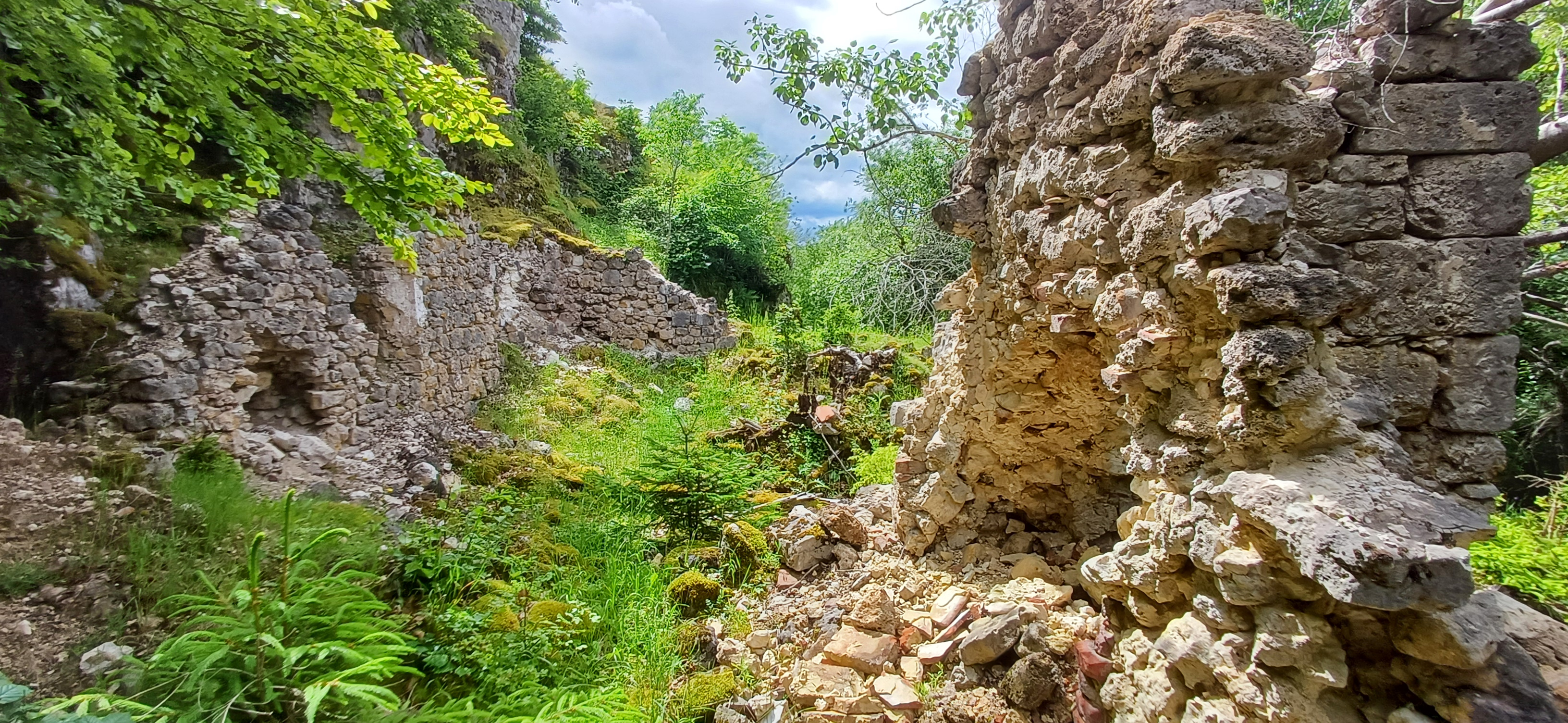
Kapellenruine St. Maria (Maria Schnee), ehemals Burgkapelle auf dem Schauerstein.

## Geographische Lage
Die Einöde lag im Oberpfälzer Jura der Fränkischen Alb auf circa 580 m über NHN ca. 1 km südöstlich von Griffenwang.

## Geschichte
Die Burg Schauerstein gelangte 1297 von Ulrich Lotter samt den zugehörigen Gütern an das Hochstift Regensburg. Im 19. Jahrhundert erscheint eine „Hofmark Schauerstein“, bestehend aus der Klause, der „Schauerklausel“, und der Wallfahrtskirche Schauerstein sowie einigen Gütern des Regensburger Domkapitels im hochstiftischen Amt Hohenburg; einen eigenen Rechtsstatus hatte diese Hofmark nicht. Die Wallfahrt ging noch im 19. Jahrhundert ein.
Durch das Königreich Bayern (1806)  wurde um 1810 der Steuerdistrikt Griffenwang gebildet und 1811 zum Landgericht Parsberg gegeben. Diesem gehörten die Dörfer Griffenwang und Kittensee sowie die Einöden Aderstall, Neudiesenhof, Oberkeitenthal, Schauerstein (1 Häusl, die vorherige Klause) und Unterkeitenthal an. Mit dem zweiten bayerischen Gemeindeedikt von 1818 wurde daraus eine Ruralgemeinde. Im Zuge der Bildung eines Truppenübungsplatzes für US- und NATO-Truppen wurde die zwischenzeitlich dem Landkreis Parsberg angehörende Gemeinde von der Größe von 1083,39 ha mit den sechs Orten Aderstall, Griffenwang, Kittensse, Oberkeitenthal, Schauerstein und Unterkeitenthal bis zum 1. Oktober 1951 geräumt und ihre Bewohner umgesiedelt; die Orte wurden zu Wüstungen. Die noch formal bestehende Gemeinde Griffenwang wurde zum 1. Oktober 1970 nach Velburg eingemeindet. Der Gemeindename wurde aufgehoben.
In der Einöde wohnten
- 1838: 6 Einwohner (1 Haus, 1 Marien-Wallfahrtskirche)[10]
- 1867: 4 Einwohner (2 Gebäude)[11]
- 1871: 5 Einwohner (4 Gebäude; Großviehbestand 1873: 2 Stück Rindvieh)[12]
- 1900: 8 Einwohner (2 Wohngebäude)[13]
- 1925: 5 Einwohner (1 Wohngebäude)[14]
- 1950: 8 Einwohner (2 Wohngebäude)[15]

Zuletzt waren es zwei Familien, die in den beiden Anwesen wohnten, die aus dem ehemaligen Einsiedlerhaus entstanden sind. Heute sind nur noch Grundmauern, Balkenreste und die Außenmauern der Kirche zu sehen.

## Kirchliche Verhältnisse
Die Ansiedelung gehörte zur katholischen Pfarrei Allersburg im Bistum Regensburg. Die Kinder gingen allerdings im 19./20. Jahrhundert 2,5 km weit zur katholischen Schule in Pielenhofen. Für Schauerstein selbst ist um 1835 eine Wallfahrtskirche „Maria Schnee“, die ehemalige Schlosskapelle, genannt. Der Altar mit der Marienfigur kam bei der Ablösung von Schauerstein nach Regensburg in das Kloster der Englischen Fräulein.